# José María Sison
José María Canlás Sison est un écrivain et militant communiste philippin né le 8 février 1939 à Cabugao et mort le 16 décembre 2022 à Utrecht,.

## Biographie
José María Sison étudie à l'Université des Philippines et en Indonésie. Il obtient une licence d’arts et de lettres en anglais en 1959, puis enseigne la littérature et les sciences politiques à l’université.
Engagé dans les mouvements de gauche, il fonde en 1968 l'actuel Parti communiste des Philippines, de sensibilité maoïste. Sa branche armée, la Nouvelle Armée du peuple, entend conduire la révolution contre l’accaparement des terres par les grandes familles et le régime en place.
Le dictateur Ferdinand Marcos le désigne comme « l’ennemi public numéro un ». La loi martiale est proclamée en 1972 pour écraser la rébellion communiste naissante. La sanglante répression qui s'ensuit permet au contraire à la guérilla d'accroitre ses effectifs, lesquels sont estimés à 25 000 combattants lors de la chute de Marcos, en 1986. Elle contrôlerait alors jusqu’à 25 % de l’archipel. Son influence diminuera ensuite constamment.
José María Sison est arrêté en 1977, soumis à la torture, et emprisonné jusqu’à la chute du régime en 1986. Il mène une activité militante à l'international après sa libération de prison. En réaction, le gouvernement philippin révoque son passeport en 1988. Il vit depuis lors aux Pays-Bas, sans possibilité de sortir du pays. En 1986, il reçoit le prix des écrivains de l'Asie du Sud-Est pour les Philippines (SEA Write Award, l'équivalent du prix Goncourt en Asie du Sud-Est).
Les États-Unis le placent sur la liste des personnes qui soutiennent le terrorisme en 2002 et l’Union européenne fait de même en 2005, conduisant à son arrestation, en 2007. Il est libéré dix-sept jours plus tard. L’Union européenne retire son nom de la liste en 2009.
À sa mort, le ministère philippin de la défense nationale publie un communiqué se félicitant de sa disparition. Il reste en revanche un modèle pour une partie des mouvements de gauche philippins, en dépit des critiques sur les dérives de la guérilla. L’alliance Makabayan, une coalition de partis de gauche et d’associations, le décri ainsi comme « un patriote et un révolutionnaire qui s’est dressé aux côtés du peuple philippin contre l’oppression, l’exploitation et le fascisme pendant la dictature de Marcos. Il a été emprisonné et torturé en tant que dissident mais a continué jusqu’à sa mort à se ranger du côté des pauvres et des marginaux ».

## Publications
- Introduction aux principes de base du marxisme-léninisme, Paris, Éditions en langue étrangère, coll. « Classiques en couleurs », 2021, 191 p. (ISBN 978-2-491182-61-8, lire en ligne)
- Notre Guerre Populaire et ses particularités  (trad. Section francophone des ELE), Paris, Éditions en langue étrangère, coll. « Classiques en couleurs », 2021, 88 p. (ISBN 978-2-491182-91-5, lire en ligne)